# Giornata Europea di Commemorazione delle vittime di tutti i regimi totalitari e autoritari
La Giornata europea di commemorazione delle vittime di tutti i regimi totalitari e autoritari, nota anche come Giornata europea della memoria per le vittime dello stalinismo e del nazismo o in alcuni paesi Giornata del nastro nero, è una giornata internazionale in memoria delle vittime dei regimi totalitari, in particolare comunismo, nazismo e fascismo. Si osserva il 23 agosto e simboleggia il rifiuto di "estremismo, intolleranza e oppressione". È uno dei giorni della memoria ufficiali dell'Unione europea. Con il nome di Black Ribbon Day è anche un giorno di ricordo ufficiale del Canada e degli Stati Uniti, tra gli altri paesi.
È stato originariamente designato dal Parlamento europeo nel 2008/2009 come "una giornata europea in memoria delle vittime di tutti i regimi totalitari e autoritari, da commemorare con dignità e imparzialità", ed è stato osservato ogni anno dagli organi dell'Unione europea dal 2009. La risoluzione del Parlamento europeo del 2009 sulla coscienza europea e il totalitarismo, approvata dai gruppi PPE, ALDE, Verdi/ALE e UEN, ha chiesto la sua attuazione in tutta l'Europa. L'istituzione del 23 agosto come giornata internazionale in memoria delle vittime di ogni totalitarismo è stata sostenuta anche dalla Dichiarazione di Vilnius del 2009 dell'Assemblea parlamentare dell'OSCE.
Il 23 agosto è stato scelto per coincidere con la data della firma del Patto Molotov – Ribbentrop, un patto di non aggressione del 1939 tra URSS e Germania nazista che conteneva un protocollo che divideva in Romania, Polonia, Lituania, Lettonia, Estonia e Finlandia in sfere di influenza tedesca e sovietica. Il trattato è stato descritto dal presidente del Parlamento europeo Jerzy Buzek nel 2010 come "la collusione delle due peggiori forme di totalitarismo nella storia dell'umanità". La giornata della memoria ha avuto origine nelle proteste tenute nelle città occidentali contro i crimini e l'occupazione sovietici negli anni '80, avviate dai rifugiati canadesi da paesi occupati dall'Unione Sovietica. Le proteste culminarono nella Via Baltica, un'importante manifestazione durante le Rivoluzioni del 1989 che contribuì alla liberazione degli Stati baltici.
Lo scopo della Giornata della memoria è quello di preservare la memoria delle vittime di deportazioni e stermini di massa, promuovendo al contempo i valori democratici con l'obiettivo di rafforzare la pace e la stabilità in Europa.

## Contesto storico
Sia la data del 23 agosto come giorno della memoria sia il nome "Black Ribbon Day" sono nati in manifestazioni tenute nei paesi occidentali negli anni '80, organizzate principalmente da rifugiati provenienti da paesi occupati dall'Unione Sovietica, per porre l'attenzione sui crimini di guerra sovietici e le violazioni dei diritti umani e per protestare contro il patto Molotov-Ribbentrop. Il 23 agosto 1986, si sono svolte manifestazioni del Black Ribbon Day in 21 città occidentali, tra cui New York, Ottawa, Londra, Stoccolma, Seattle, Los Angeles, Perth e Washington. Le dimostrazioni sono state avviate dalle comunità canadesi dell'Europa centrale e orientale.

Nel 1987, le proteste del Black Ribbon Day si diffusero nei paesi baltici, culminando nella Via Baltica nel 1989, un evento storico durante le rivoluzioni del 1989, in cui due milioni di persone si unirono per formare una catena umana, per protestare contro il prosieguo di occupazione del Soviet. 

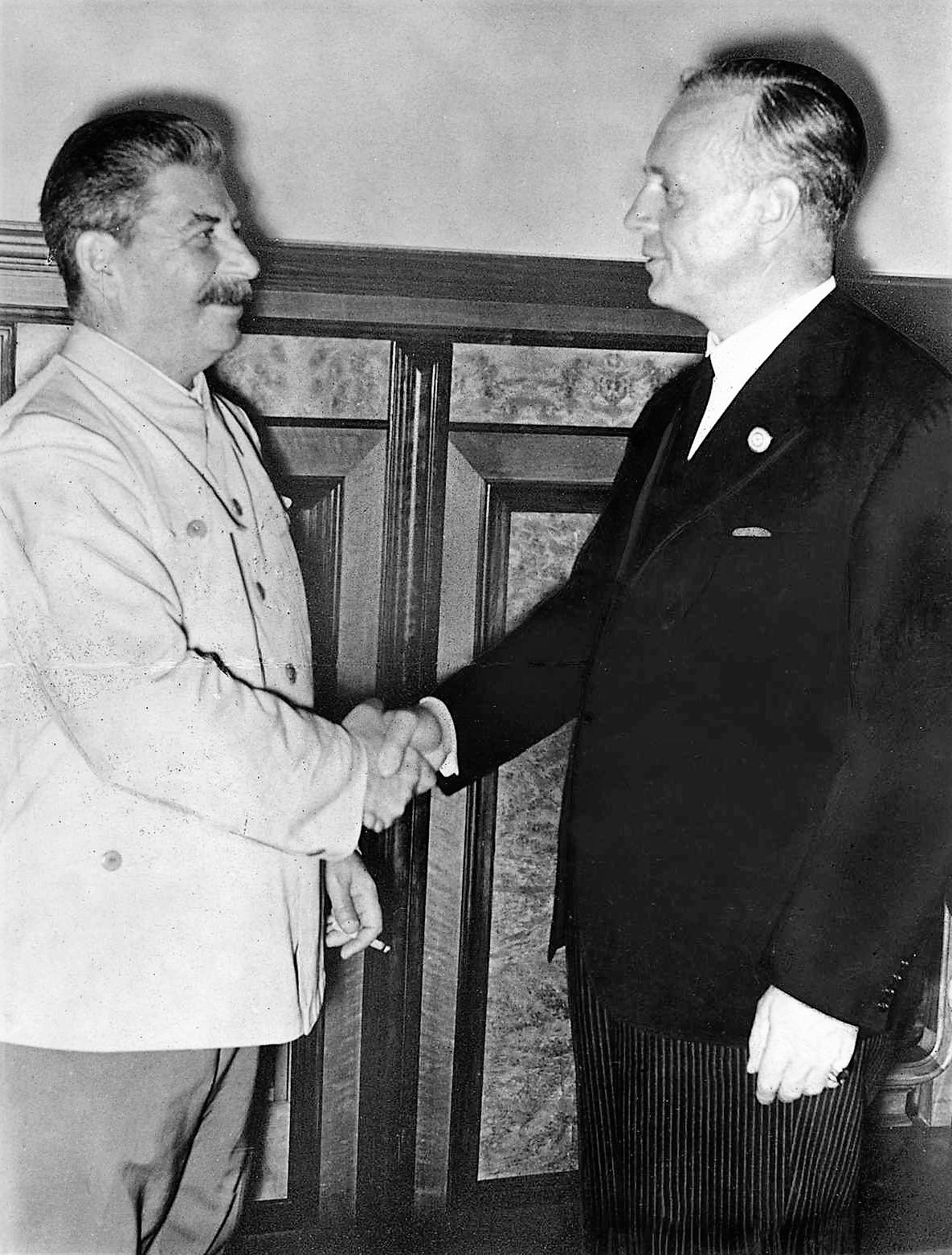
Il leader sovietico Joseph Stalin (a sinistra) e il ministro degli esteri tedesco Joachim von Ribbentrop al Cremlino nell'agosto del 1939, alla firma del Patto Molotov-Ribbentrop tra l'Unione Sovietica e la Germania nazista
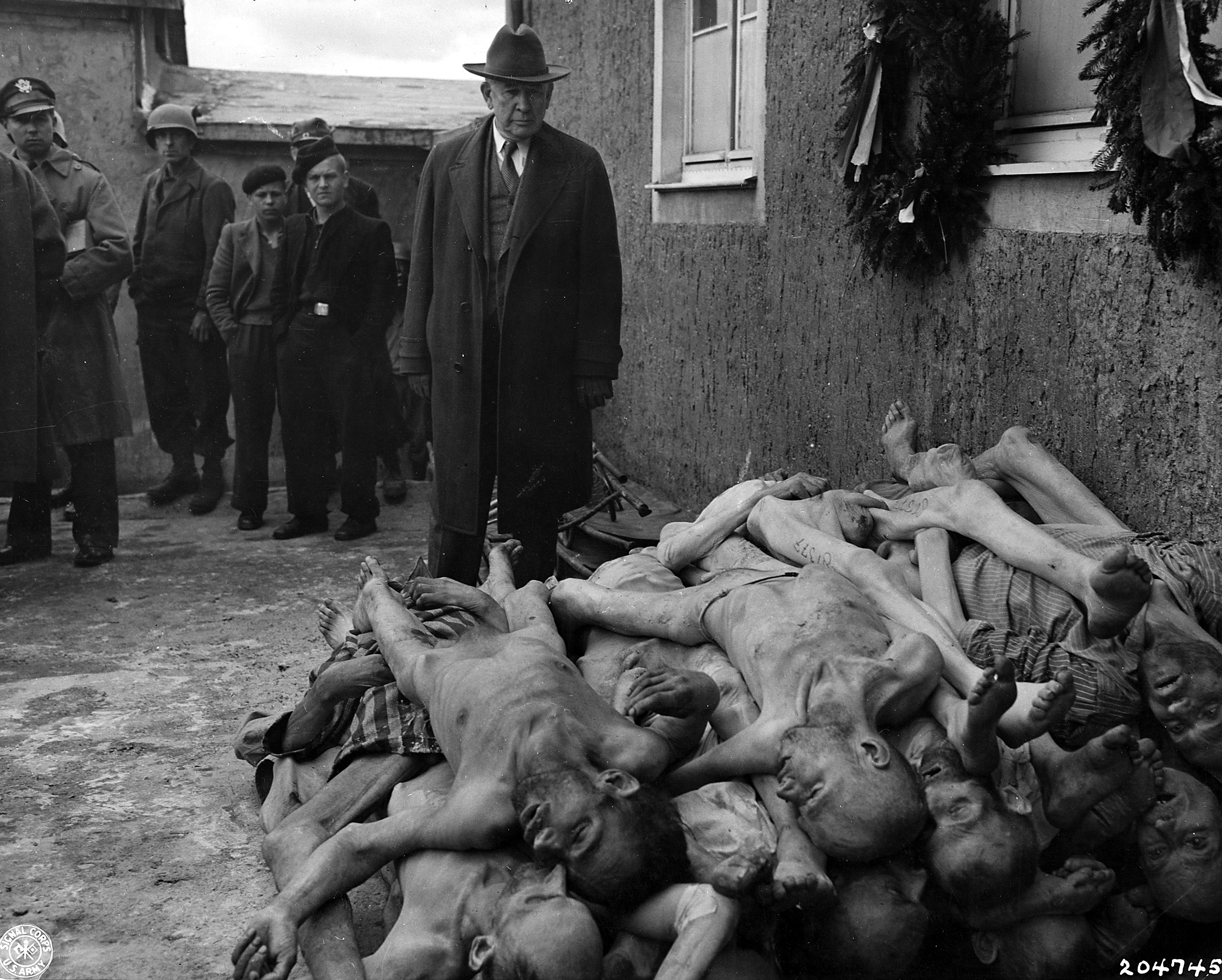
I corpi delle vittime del nazismo nel campo di concentramento di Buchenwald, uno dei centinaia di campi di concentramento nazisti costruiti negli anni '30 e anni '40.

 Il tentativo di colpo di stato sovietico del 1991 in Unione Sovietica, si è verificato dal 19 al 22 agosto, il che fa parte del motivo per cui il 23 agosto è stato scelto per l'osservanza del Giorno della Memoria nel 2008.

## Proclamazione da parte del Parlamento europeo e sostegno dell'OSCE

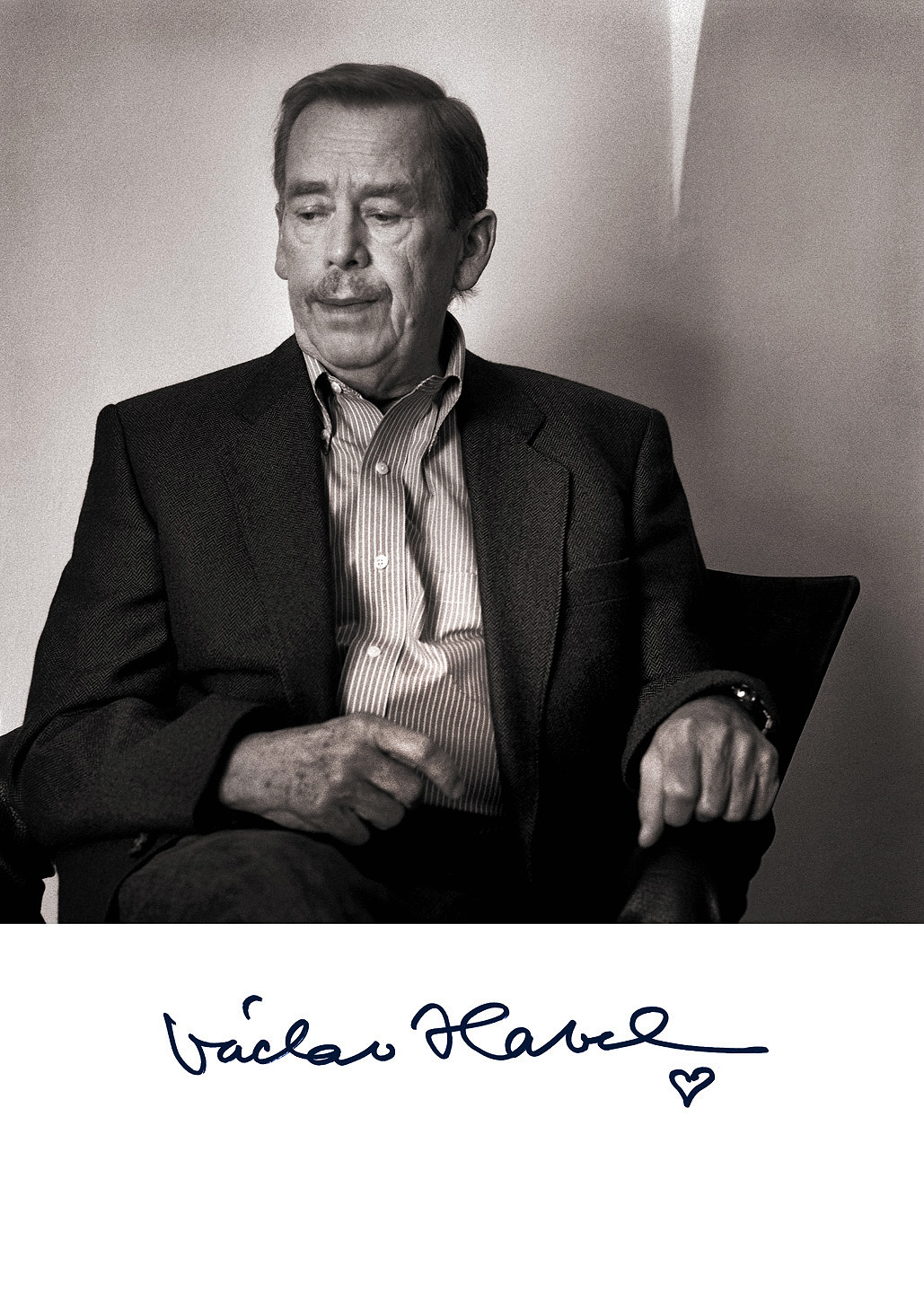
L'istituzione della Giornata europea della memoria per le vittime dello stalinismo e del nazismo è stata proposta da Václav Havel (nella foto), Joachim Gauck e un gruppo di combattenti per la libertà ed ex prigionieri politici dell'Europa centrale e orientale

L'audizione pubblica europea sui crimini commessi dai regimi totalitari è stata organizzata dalla presidenza slovena del Consiglio dell'Unione europea e dalla Commissione europea nell'aprile 2008. Mirava a migliorare la conoscenza e la consapevolezza del pubblico sui crimini totalitari.
La data del 23 agosto è stata adottata come una giornata ufficiale di ricordo delle vittime del totalitarismo da parte di organismi internazionali e vari paesi dopo che è stata proposta dalla Dichiarazione di Praga del 2008, avviata dal governo ceco e firmata (tra gli altri) Václav Havel, Joachim Gauck, Vytautas Landsbergis, Emanuelis Zingeris e Łukasz Kamiński il 3 giugno 2008. La dichiarazione ha concluso la conferenza European Conscience and Communism, una conferenza internazionale che si è tenuta al Senato ceco dal 2 al 3 giugno 2008, ospitata dalla commissione del Senato per l'istruzione, la scienza, la cultura, i diritti umani e le petizioni, sotto l'egida di Alexandr Vondra, Vice primo ministro della Repubblica ceca per gli affari europei.
Il 23 settembre 2008, 409 membri del Parlamento europeo hanno firmato una dichiarazione sull'annuncio del 23 agosto come Giornata europea della memoria per le vittime dello stalinismo e del nazismo. La dichiarazione ha sottolineato: "Le deportazioni di massa, omicidi e schiavitù commessi nel contesto degli atti di aggressione da parte dello stalinismo e del nazismo rientrano nella categoria dei crimini di guerra e dei crimini contro l'umanità. Secondo il diritto internazionale, le limitazioni statutarie non si applicano ai crimini di guerra e ai crimini contro l'umanità. "
Il 2 aprile 2009, una risoluzione del Parlamento europeo sulla coscienza e il totalitarismo europei, invitando, tra l'altro, i suoi Stati membri e altri paesi europei ad attuare la Giornata europea della memoria per le vittime di stalinismo e nazismo, è stata approvata con un voto di 533–44 con 33 astensioni.
Il 3 luglio 2009, l'Organizzazione per la sicurezza e la cooperazione in Europa (OSCE) ha adottato la Dichiarazione di Vilnius, che ha sostenuto il 23 agosto il giorno della memoria internazionale per le vittime del totalitarismo e ha esortato i suoi Stati membri ad aumentare la consapevolezza dei crimini totalitari.

Dopo che il Parlamento europeo aveva proclamato la Giornata Europea di Commemorazione delle vittime di tutti i regimi totalitari e autoritari, i governi di Lituania, Lettonia ed Estonia sono stati ringraziati dal presidente del Parlamento europeo, Hans-Gert Pöttering, nel 2009, per i loro sforzi per informare meglio Europa occidentale sul totalitarismo dell'Unione Sovietica. Pöttering ha sollevato il classico studio sul totalitarismo di Hannah Arendt, che ha sviluppato "i criteri di base scientifica per descrivere il totalitarismo ", concludendo che "entrambi i sistemi totalitari (stalinismo e nazismo) sono comparabili e terribili", ha affermato Pöttering. Joseph Daul, presidente del gruppo del Partito popolare europeo ha dichiarato: 
 Il 2009 è un anno profondamente simbolico, dal momento che celebriamo sia il 60 ° anniversario della creazione della NATO e gli inizi della guerra fredda, sia il 20 ° anniversario della caduta del Muro di Berlino, che lo ha concluso. Questo è il motivo per cui abbiamo proposto di lanciare una giornata europea della memoria che aiuterà l'Europa a conciliare la sua eredità totalitaria, sia dai nazisti che dai comunisti. 
 Nel dicembre 2010, i ministri degli Esteri di sei Stati membri dell'UE interessati dall'occupazione e dalla dittatura comunisti hanno invitato la Commissione europea a rendere "l'approvazione, la negazione o la minimizzazione dei crimini comunisti " un reato a livello di UE. "Oltre all'accusa e alla punizione dei criminali, la negazione di ogni crimine internazionale dovrebbe essere trattata secondo gli stessi standard, al fine di prevenire condizioni favorevoli per la riabilitazione e la rinascita delle ideologie totalitarie", hanno scritto i ministri degli Esteri. Il ministro degli Esteri ceco Karel Schwarzenberg ha paragonato la negazione dei crimini comunisti alla negazione dei crimini nazisti e ha dichiarato "il problema fondamentale qui è che i sistemi totalitari siano misurati secondo lo stesso standard". .
Il 10 giugno 2011, il Consiglio "Giustizia e affari interni" dell'UE, ovvero i ministri della giustizia e degli affari interni di tutti gli Stati membri dell'UE, ha adottato conclusioni affermando, tra l'altro, e ribandendo "l'importanza di sensibilizzare riguardo ai crimini commessi da regimi totalitari, di promuovere una memoria condivisa di questi crimini in tutta l'Unione e di sottolineare il ruolo significativo che ciò può svolgere nel prevenire la riabilitazione o la rinascita delle ideologie totalitarie ", e ha sottolineato" la Giornata europea della memoria delle vittime dei regimi totalitari (23 agosto), "invitando" gli Stati membri a considerare in quale modo commemorarlo ".

Il 23 agosto 2011, la presidenza polacca dell'Unione europea ha organizzato una conferenza in occasione della Giornata europea della memoria per le vittime dei regimi totalitari. La presidenza dell'UE ha citato le conclusioni del Consiglio Giustizia e Affari interni del 10 giugno e il programma di Stoccolma dell'UE, che sottolinea che "è necessario ricordare la storia condivisa per comprendere l'Europa contemporanea". Funzionari europei hanno adottato la Dichiarazione di Varsavia per la Giornata europea della memoria per le vittime dei regimi totalitari. La Dichiarazione di Varsavia afferma che la sofferenza delle vittime dei regimi totalitari "non affonderà nell'oblio". La dichiarazione afferma che "i crimini dei regimi totalitari in Europa dovrebbero essere riconosciuti e condannati, indipendentemente dal loro tipo e ideologia". Il ministro della giustizia Krzysztof Kwiatkowski ha affermato che "la Dichiarazione di Varsavia è un accordo unanime di tutti gli Stati membri dell'UE sul fatto che dobbiamo fare tutto il possibile per impedire a qualsiasi regime totalitario di rinascere in tutti i paesi che formano una grande famiglia europea". La commissaria europea alla Giustizia Viviane Reding ha dichiarato in questa occasione: 
 I regimi totalitari sono la negazione della dignità umana e la violazione di tutti i diritti fondamentali delle nostre società costruite sulla democrazia e sul rispetto dello stato di diritto. Dobbiamo offrire alle vittime di questi crimini e ai loro familiari, supporto, comprensione e riconoscimento della loro sofferenza. Ogni vittima di qualsiasi regime totalitario ha la stessa dignità umana e merita giustizia, ricordo e riconoscimento da parte di tutti noi. 
 Il 23 agosto 2014, la commissaria europea alla giustizia Martine Reicherts ha sottolineato che il patto Molotov-Ribbentrop "della Germania nazista sotto Hitler e l'Unione Sovietica sotto Stalin apriranno la strada alla guerra più brutale fino ai nostri giorni, portando a molti anni di paura, orrore e dolore per le vittime di questi regimi ", affermando che la Giornata europea della memoria per le vittime di tutti i regimi totalitari e autoritari ci ricorda che non dobbiamo prendere " dignità, libertà, democrazia, stato di diritto e diritti umani" per scontati e che" la pace, la democrazia e i diritti fondamentali non sono scontati. Dobbiamo difenderli, ogni giorno dell'anno. "
Nel 2017 la presidenza estone dell'UE ha ospitato la Conferenza internazionale sulla Giornata europea della memoria per le vittime del comunismo e del nazismo a Tallinn, dove la giornata della memoria è stata osservata da tutti i ministri della giustizia dell'Unione europea.
In occasione della Giornata Europea di Commemorazione delle vittime di tutti i regimi totalitari e autoritari nel 2018, otto paesi dell'UE hanno firmato una dichiarazione congiunta su "le continue indagini sui crimini commessi dal regime comunista tramite le forze dell'ordine nazionali e l'intensificazione della cooperazione transnazionale in questo settore ".
I governi di Polonia, Romania, Lettonia, Lituania ed Estonia hanno rilasciato una dichiarazione congiunta nel 2019, che ha invitato "i governi di tutti i paesi europei a fornire supporto sia morale che materiale alle indagini storiche in corso sui regimi totalitari. Agendo in modo concertato, possiamo contrastare in modo più efficace campagne di disinformazione e tentativi di manipolare fatti storici. Dobbiamo schierarci contro il totalitarismo ". David Sassoli, presidente del Parlamento europeo, ha osservato il 23 agosto 2019 che "in questo giorno della memoria le nostre menti si rivolgono alle vittime del nazismo e dello stalinismo poiché il passato non è mai realmente morto e non dimentichiamo la notte oscura del totalitarismo. In questo ricordo troviamo la forza e il valore della pace e della prosperità che la nostra Unione ha portato. "

## Osservanza nell'UE

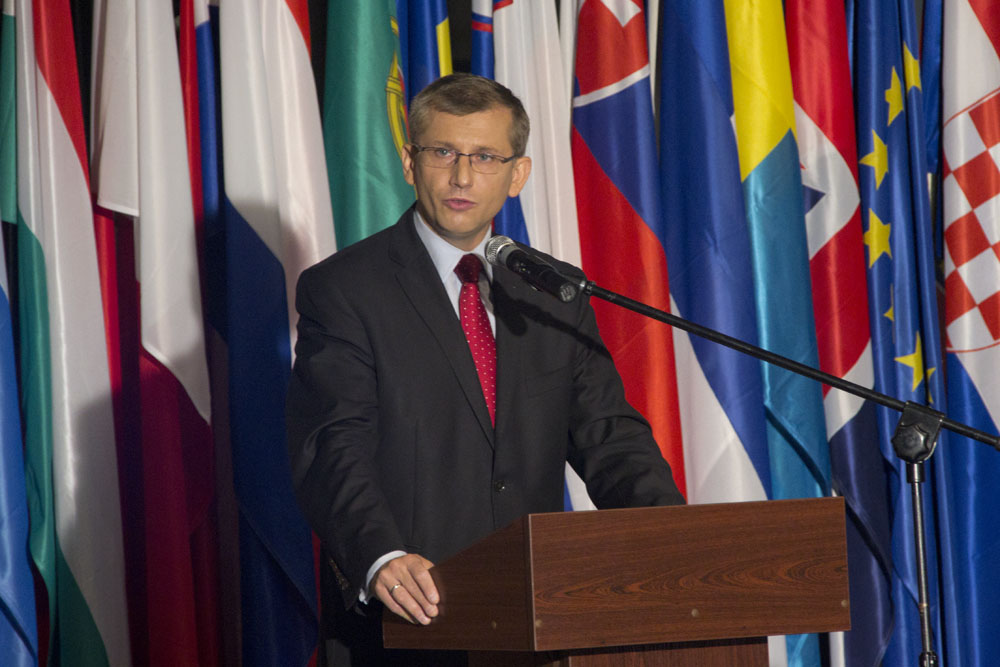
Il ministro della Giustizia della Polonia Krzysztof Kwiatkowski durante la cerimonia ufficiale in occasione della Giornata europea della memoria per le vittime dello stalinismo e del nazismo per la prima volta in Polonia il 23 agosto 2011

La giornata della memoria è stata ufficialmente osservata dagli organi dell'Unione europea dal 2009. In alcuni paesi, la giornata della memoria è stata formalmente adottata dalla legge (a volte con nomi leggermente diversi).

### Svezia
La Giornata internazionale della memoria per le vittime dello stalinismo e del nazismo è stata osservata in Svezia dal 2008, con la partecipazione di membri del governo. La Svezia è stata il primo paese ad osservare ufficialmente la giornata della memoria.

### Polonia
Nel 2011, la Giornata europea della memoria per le vittime dello stalinismo e del nazismo è stata ufficialmente commemorata in Polonia per la prima volta durante la presidenza polacca dell'UE . Da allora è stato osservato annualmente dal governo polacco, come un importante giorno ufficiale di ricordo della Polonia.

### Germania

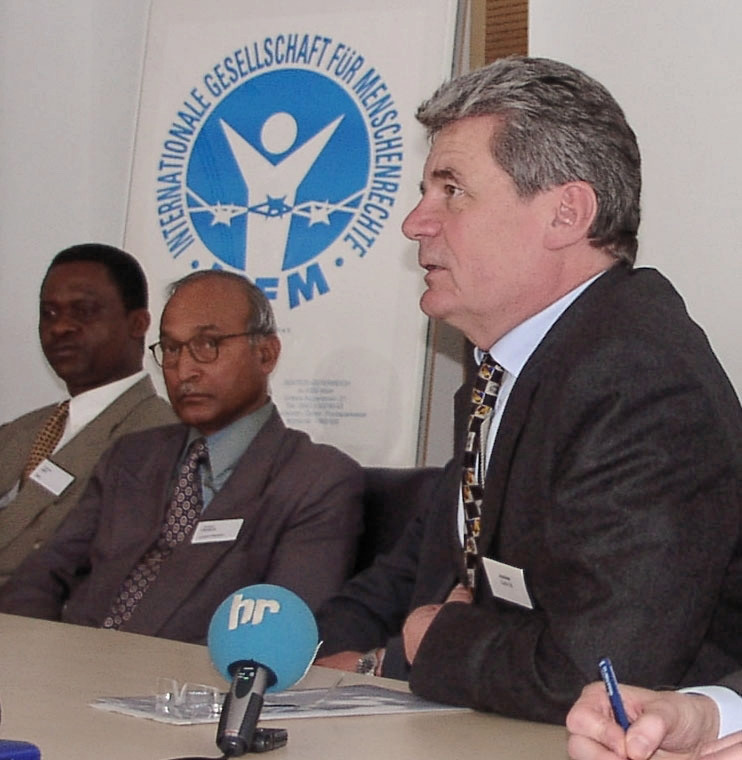
L'ex presidente della Germania, Joachim Gauck, si unì a Václav Havel per proporre l'istituzione della giornata della memoria

L'ex presidente della Germania, Joachim Gauck, era uno degli statisti che hanno proposto l'istituzione della giornata della memoria, insieme a Václav Havel . La Giornata Europea di Commemorazione delle vittime di tutti i regimi totalitari e autoritari è stata osservata da vari organi del governo tedesco. Ad esempio, il giorno viene commemorato dalla Fondazione federale per la rivalutazione della dittatura SED, un'entità governativa federale creata dal Bundestag per ricercare e documentare la dittatura comunista nella Germania orientale . La giornata della memoria viene osservata anche da vari governi statali, come il governo del Brandeburgo e le autorità del governo locale. Si osserva anche, ad esempio, la Konrad Adenauer Foundation affiliata alla CDU o il capitolo tedesco dell'organizzazione per i diritti civili Memorial .
La giornata della memoria è anche commemorata dall'European Network Remembrance and Solidarity, un'organizzazione internazionale con sede a Varsavia istituita dai governi di Germania, Polonia, Ungheria e Slovacchia e da allora anche affiliata dalla Romania, che documenta i regimi totalitari in Europa e commemora le loro vittime e resistenza ai regimi totalitari.

### Estonia
Il 18 giugno 2009 il Parlamento estone ha emendato la legge sulle festività e sui memoriali e adottato il 23 agosto come Giornata della memoria per le vittime dello stalinismo e del nazismo.

### Lettonia
Il 17 luglio 2009, il Parlamento lettone ha adottato il 23 agosto come Giornata della memoria per le vittime dello stalinismo e del nazismo, su proposta dell'Unione Civica .

### Lituania
Nel 2009 la Lituania è stata ufficialmente ribattezzata "Giornata del nastro nero" (23 agosto) in "Giornata europea della memoria per le vittime dello stalinismo e del nazismo e Giornata della Via Baltica". In questo giorno, come negli altri giorni di lutto, le bandiere lituane sono esposte al di fuori di tutti gli edifici pubblici decorati con nastri neri.

### Bulgaria
Il 19 novembre 2009, su proposta della coalizione blu di destra, il parlamento bulgaro ha dichiarato ufficialmente il 23 agosto il giorno della commemorazione delle vittime dei crimini commessi da comunisti e altri regimi totalitari e la giornata della memoria è stata ufficialmente osservata per la prima volta nel 2010.

### Croazia
Nel 2011, il governo della Croazia ha proposto che la Croazia adotti la Giornata europea della memoria delle vittime di tutti i regimi totalitari e autoritari, che sarà commemorata il 23 agosto. Il governo ha inviato la sua raccomandazione per una procedura parlamentare urgente, affermando che il nuovo memoriale è conforme alla pratica europea che segna il 23 agosto come il giorno del ricordo delle vittime dello stalinismo e del nazismo. Il 23 agosto 2011, la Croazia ha segnato per la prima volta la Giornata europea della memoria per le vittime dello stalinismo e del nazismo. Il primo ministro Jadranka Kosor, ha dichiarato: " Ringraziamo in particolare le vittime del nazismo e del regime ustasha in Croazia. Tuttavia, ora stiamo anche cercando di aprire la strada alle indagini sui crimini comunisti e di smettere di trattare tale questione come un tabù. Dobbiamo ricordare tutte le vittime allo stesso modo. "

### Romania
In Romania, il 23 agosto viene celebrato con una certa dualità in quanto è anche segnato dalla Giornata della Liberazione dall'occupazione fascista, che viene celebrata per commemorare la Liberazione della Romania durante la seconda guerra mondiale . La liberazione del paese iniziò con il colpo di stato del re Michele il 23 agosto 1944, in cui il re Michele I di Romania, accanto a politici dei partiti di opposizione alleati come il Partito comunista rumeno e il Partito socialdemocratico rovesciarono il conduttore rumeno, il maresciallo Ion Antonescu e il suo pro -Governo nazista . Nel 2011, la Giornata europea della memoria per le vittime di tutti i regimi totalitari è stata ufficialmente commemorata per la prima volta dopo un periodo di 21 anni del 23 agosto non celebrato come festività ufficiale dalla rivoluzione rumena, poiché quel giorno ha segnato sia la Romania perdita della maggior parte della regione che ora è Moldavia e parti dell'Ucraina, con comunità di lingua rumena, a seguito delle disposizioni del suddetto patto ( vedi occupazione sovietica della Bessarabia e della Bukovina settentrionale ) e della fine del governo pro-asse di Antonescu.

### Ungheria
Nel 2011, la giornata europea del ricordo delle vittime dello stalinismo e del nazismo è stata commemorata per la prima volta dal governo ungherese . Un portavoce del governo del partito Fidesz (a sua volta un partito populista nazionale conservatore e di destra ) ha affermato che "i giovani che crescono nell'Europa occidentale dovrebbero imparare cosa significa essere vittima del comunismo", aggiungendo che c'è "poca differenza" tra "il socialismo nazionale e quello internazionale [...] comportano entrambi la stessa distruzione, e una caratteristica fondamentale per entrambi è la disumanità".

### Slovenia
L'8 agosto 2012, il governo sloveno ha adottato una risoluzione che proclama la Giornata europea della memoria del 23 agosto per le vittime di tutti i regimi totalitari e autoritari.

### Repubblica Ceca
La Giornata europea della memoria per le vittime dello stalinismo e del nazismo è ufficialmente commemorata dal governo della Repubblica ceca, che ha anche avviato la sua fondazione.

### Regno Unito
Nel 2019 la Giornata europea della memoria per le vittime dello stalinismo e del nazismo è stata osservata dal sindaco di Londra, Sadiq Khan, che ha osservato che "ora più che mai dobbiamo dimostrare il nostro impegno nella lotta contro l'estremismo, l'autoritarismo e l'intolleranza in tutte le sue forme".

### Finlandia
Nel 2019 il governo finlandese ha celebrato la Giornata europea della memoria per le vittime dello stalinismo e del nazismo in occasione dell'80 ° anniversario della firma del patto Molotov-Ribbentrop.

## Rispetto della Giornata del nastro nero al di fuori dell'UE
Nel 2009, la Camera dei Comuni del Canada ha adottato all'unanimità il 23 agosto il Black Ribbon Day (Giornata del nastro nero), la giornata nazionale della memoria in Canada delle vittime dello stalinismo e del nazismo. La risoluzione è stata introdotta dal parlamentare liberale Bob Rae e co-sponsorizzata da Borys Wrzesnewskyj .

### Georgia
Il 21 luglio 2010, con un voto unanime, il Parlamento della Georgia ha istituito la Giornata dell'occupazione sovietica il 25 febbraio e ha dichiarato il 23 agosto il Giorno della memoria delle vittime dei regimi totalitari.

### USA
Il 16 luglio 2013, il membro del Congresso John Shimkus ha presentato la risoluzione "H.Res. 302: Esprimere il sostegno per la designazione del 23 agosto come Black Ribbon Day per riconoscere le vittime del regime comunista e nazista sovietico", proponendo che il Congresso degli Stati Uniti adotti Black Ribbon Day "per riconoscere le vittime del regime comunista e nazista sovietico".
Il 21 maggio 2014, il Congresso degli Stati Uniti ha adottato una risoluzione a sostegno della "designazione della Giornata del nastro nero per riconoscere le vittime del regime comunista e nazista sovietico" e per "ricordare e non dimenticare mai il terrore che milioni di cittadini dell'Europa centrale e orientale hanno vissuto per più di 40 anni dalla spietata repressione militare, economica e politica del popolo attraverso esecuzioni arbitrarie, arresti di massa, espulsioni, la repressione della libertà di parola, la confisca della proprietà privata e la distruzione dell'identità culturale e morale e della società civile, tutte che privò la stragrande maggioranza dei popoli dell'Europa centrale e orientale dei loro diritti umani e della loro dignità di base, separandoli dal mondo democratico per mezzo della cortina di ferro e del muro di Berlino "e affermando che" le forme estreme di governo totalitario praticate dai regimi comunista e nazista sovietico portarono a crimini premeditati e vasti commessi contro milioni di esseri umani e loro base e ina diritti gradevoli su una scala mai vista prima nella storia. "

### Norvegia
Il leader del Partito liberale social-liberale in Norvegia, Trine Skei Grande, ha chiesto la commemorazione ufficiale della Giornata europea della memoria per le vittime dello stalinismo e del nazismo in Norvegia, sulla base della sua adozione da parte del Parlamento europeo e dell'Organizzazione per la sicurezza e cooperazione in Europa.

## Osservanza di altre entità
L'8 agosto 2011, i Mejlis del popolo tataro di Crimea hanno approvato la Giornata europea della memoria per le vittime dello stalinismo e del nazismo, affermando che "il popolo tataro di Crimea ha [...] subito i crimini commessi dal regime comunista dell'URSS in il 20 ° secolo ammesso come un genocidio ".
Il Black Ribbon Day viene anche commemorato ogni anno dal World Jewish Congress, che rileva che il giorno onora la "memoria di decine di milioni di vittime di regimi totalitari " e "coincide con la firma del patto del 1939 tra Germania nazista e URSS, in cui era divisa l'Europa orientale e conquistata la brutalità ".